# Juliette Chabot
Juliette Chabot, née le 24 janvier 1902 à Montréal et morte le 24 août 1987 à Saint-Eustache, est une bibliothécaire et professeure québécoise. Elle a contribué au développement de la bibliothéconomie publique au Québec.

## Biographie

### Enfance et formation
Juliette Chabot est la treizième d'une famille de quatorze enfants. Ses parents sont Lévis Chabot et Evélina Boudreau. À l'époque, la résidence de la famille Chabot se situe au 2432, rue Centre, dans la paroisse Saint-Charles de Montréal. Evélina Boudreau a pendant longtemps été présidente d'un comité paroissial et s'est impliquée dans l'Assistance maternelle, travaillant en étroite collaboration avec sa fondatrice, Caroline Leclerc-Hamilton.
Juliette Chabot a été élève à la Congrégation Notre-Dame. Elle a ensuite étudié au Collège Marguerite-Bourgeoys, où elle a obtenu un baccalauréat ès-arts, et à l'Université de Montréal, où elle a obtenu une licence en philosophie.
Non satisfaite des cours de bibliothéconomie en langue française d'une durée de six semaines offerts par l'Université McGill en 1932, elle obtient un Bachelor in Library Science (B. L. S.) de la même université. Elle est l'une des premières bachelières de langue française à l'Université McGill.
Elle est brièvement inscrite comme étudiante à l'École de bibliothécaires de l'Université Columbia, à New York. Elle relate son expérience dans un article intitulé « À l’Université de Columbia : Notes et souvenirs », publié dans la revue L'Action universitaire en 1937. Elle y fait notamment l'éloge d'Auguste-Marie Morisset, qui étudie alors à l'Université Columbia, sans le nommer : « Cette fois, c'est un Canadien français qui a brillé parmi les Américains, non seulement par son ardeur au travail, mais encore et surtout par une solide culture classique et une formation bien française ». Elle exprime également son admiration pour les ressources de la bibliothèque de l'École de bibliothécaires de l'Université Columbia.
En 1938-1939, grâce à un octroi du Secrétariat de la Province de Québec, elle part en France étudier la bibliothéconomie à l'Institut catholique de Paris et à l'École nationale des Chartes. C'est Edmond Buron, un intellectuel canadien qui réside alors en France, qui s'occupe de son admission à l'École nationale des chartes. Pendant son voyage d'études, elle est invitée, en compagnie de Pierre Demers et de Jacques LeDuc, à visiter la demeure parisienne de Buron, sur la rue Maubeuge. À la suite du décès de Buron, elle publie, en 1942, un article lui rendant hommage dans la revue féminine L'Oeil. Ce séjour d'études lui permet d'obtenir un certificat d'études bibliographiques.
En 1959, alors qu'elle est conservateur adjoint de la Bibliothèque de Montréal, elle complète une maîtrise en bibliothéconomie à l'Université McGill. Son mémoire est intitulé La Ville de Montréal et ses bibliothèques publiques. Elle est la première Canadienne d'expression française à se voir conférer une maîtrise en bibliothéconomie de l'Université McGill. Son mémoire est publié sous le titre Montréal et le rayonnement des bibliothèques publiques aux éditions Fides en 1963.

### Bibliothécaire

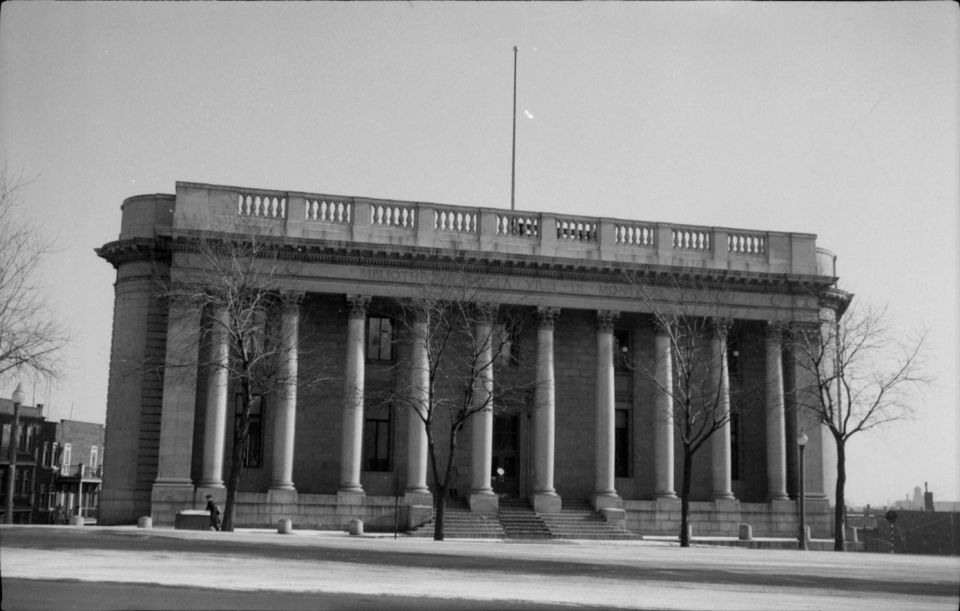
La Bibliothèque municipale de Montréal, en 1937.

Juliette Chabot commence à travailler à la Bibliothèque de Montréal le 2 janvier 1930. Elle travaille au Service du Catalogue sous la direction de Marie-Claire Daveluy. C'est pendant cette période qu'elle réalise l'importance d'une formation technique appropriée. Elle souligne également la rareté des instruments de travail et des ouvrages techniques en langue française : « Il nous fallait traduire de l'anglais au français : règles catalographiques, vedettes-matières, codes de classement et autres manuels de formation. En effet, cette science bibliotechnique nous vient surtout de nos confrères américains ou anglo-canadiens ». Lorsqu'Ægidius Fauteux est nommé bibliothécaire en chef de la Bibliothèque de Montréal, en 1932, il procède au congédiement de neuf femmes, parmi lesquelles Éva Circé-Côté. Juliette Chabot restera toutefois en poste.
En 1940, elle publie dans la revue française Archives et bibliothèques un article reconnaissant le retard des bibliothèques publiques québécoises.
Elle est nommée conservateur adjoint de la Bibliothèque de Montréal en 1944. En 1952, elle publie une édition préliminaire de la classification en vigueur à la Bibliothèque de Montréal. Il s'agit de la classification Dewey, mais dont les classes 100 et 200 ont été adaptées par Ægidius Fauteux. Elle quitte son poste le 16 août 1965.
En tant que bibliothécaire, Juliette Chabot se prononce en faveur de la censure et admet « la loi morale et la discipline de l'Église ». Dans un article publié en 1945 dans Le Devoir, elle fait la promotion de documents ayant une bonne valeur morale disponibles à la Bibliothèque de Montréal. Dans son ouvrage Montréal et le rayonnement des bibliothèques publiques, publié en 1963, elle présente également en annexe divers outils afin de choisir des « bons » livres, parmi lesquels l'Index librorum prohibitorum, les œuvres de l'abbé Louis Bethléem et du père Georges Sagehomme ainsi que d'autres outils bibliographiques.
Elle collabore avec différentes institutions à titre de bibliothécaire, notamment la Bibliothèques des cadres professionnels et la bibliothèque du Centre d'œcuménisme.

### Professeure
À partir de 1938, Juliette Chabot est régulièrement invitée en tant que conférencière à l'École de bibliothécaires de l'Université d'Ottawa. Celle-ci, alors dirigée par le père Auguste-Marie Morisset, en est à ses débuts. Le père Morisset, qui occupe le poste de directeur de l'École de bibliothécaires tout en étant bibliothécaire à l'Université d'Ottawa, assure la plus grande part de l'enseignement. Il est néanmoins appuyé par des professeurs invités parmi lesquels Juliette Chabot, qui deviendra une grande amie, Félix Desrochers, Gustave Lanctôt et Marie-Claire Daveluy.
Elle est, avec Aegidius Fauteux et Paul-Aimé Martin, une des pionnières de l'enseignement en bibliothéconomie au Québec. Elle enseigne à l'École de bibliothécaires de l'Université de Montréal de 1940 à 1960. Elle donne notamment les cours Répertoires bibliographiques français et Histoire du livre.
En 1949, elle publie la liste des bio-bibliographies réalisées par les élèves de l'École de bibliothécaires de l'Université de Montréal entre 1937 et 1947.
En 1965, elle est invitée en tant que conférencière à l'École de bibliothécaires de Paris.

### Engagement
Juliette Chabot se distingue par son engagement envers la bibliothéconomie, et plus particulièrement envers les bibliothèques publiques. Elle contribue à l'avancement de la bibliothéconomie au Québec en publiant plusieurs ouvrages. Lors de son séjour en France en 1938-1939, elle récupère le second exemplaire de la Liste des vedettes matière de Biblio (la seule liste de vedettes-matière en français à l'époque) et le rapporte au Québec avec l'intention de reproduire la liste par un procédé de polycopie. Cette édition est qualifiée de préliminaire par Pierre Gascon, car les vedettes créées entre 1937 et 1939 n'ont pas pu être corrigées L'ouvrage est publié en 1942 sous le titre Liste de vedettes-matières.. Elle également a publié de nombreux articles dans le journal Le Devoir et dans la revue Argus.
Elle s'implique très tôt dans l'Association canadienne des bibliothécaires de langue française (ABCLF), fondée en 1943. Elle occupe le poste de conseillère dans le premier Conseil de l'Association, en 1945. Elle agit également à titre de rédacteur en chef de La Revue des bibliothèques dès 1945. En 1947, toutefois, La Revue des bibliothèques cesse d'être publiée comme périodique à part entière en raison de difficultés financières et migre plutôt vers la revue Lectures, qui lui concède quelques pages par numéro jusqu'en 1955. En 1948, le Conseil de l'Association créé un comité qui a pour objectif d'étudier la possibilité d'imprimer et de vendre des fiches de catalogue des éditions canadiennes. Lors de la première réunion du comité, le 7 décembre 1948, Léo-Paul Desrosiers, Joseph Brunet, Juliette Chabot et Paul-Aimé Martin en sont les principaux membres. Bernard Vinet se joint à eux lors de la deuxième réunion, qui a lieu le 29 décembre 1948. Le comité recommande finalement l'édition conjointe des fiches par l'ACBF et Fides. Les première fiches sont publiées en 1951. En 1950, Juliette Chabot occupe le poste de secrétaire au sein du conseil de l'Association. En 1955 et 1956, elle est présidente de ce qui est maintenant l'Association canadienne des bibliothèques catholiques. Lorsque l'Association publie son premier Bulletin officiel, en mars 1955, Juliette Chabot exprime le souhait que ce bulletin permette un « échange réel qui suscite des problèmes variés, ouvre des perspectives nouvelles et provoque une véritable communication des idées importantes pour l’avenir de notre profession ».
Elle agit en tant que déléguée de l'Association canadienne des bibliothèques à deux reprises. En 1948, elle participe aux réunions d'études sur les bibliothèques publiques tenues à l'Université de Manchester (Angleterre) sous l'auspice de l'UNESCO. Puis, en 1961, elle agit en tant qu'observatrice à la conférence internationale de la Fédération Internationale des Associations et Institutions de Bibliothèques sur les règles de catalogage, qui se déroule à Paris.
En 1969, elle publie, en collaboration avec Paule Rolland-Thomas et Victor Coulombe, un ouvrage intitulé Vocabulaire technique de la bibliothéconomie et de la bibliographie suivi d’un lexique anglais-français. Il s'agit, à l'époque, du seul ouvrage contemporain en français présentant les termes utilisés en bibliothéconomie et leurs définitions.
En 1975, dans un article intitulé « Rétrospective » et publié dans la revue Argus, elle rappelle « les débuts et l'évolution de la bibliothéconomie au Québec, où la femme a joué un rôle de premier plan ».

## Publications

### Livres
- Juliette Chabot, Liste de vedettes-matières, Montréal, 1942, 359 p. (OCLC 53779887, LCCN 43009126)
- Juliette Chabot (préf. Jean Bruchési), Vocabulaire techniques des bibliothécaires, bibliophiles et bibliographes, Montréal, Les Éditions Fides, 1943, 145 p.
- Juliette Chabot, Montréal et le rayonnement des bibliothèques publiques, Montréal, Les Éditions Fides, 1963, 189 p.
- Paule Rolland-Thomas, Victor Coulombe et Juliette Chabot (préf. Georges Cartier), Vocabulaire technique de la bibliothéconomie et de la bibliographie suivi d’un lexique anglais-français, Montréal, Association canadienne des bibliothécaires de langue française, 1969, 187 p.

### Chapitres de livre
- Juliette Chabot, « Fadette (Henriette Dessaulles) », dans Cercle des Femmes journalistes, Vingt-cinq à la une : Biographies, Montréal, La Presse, 1976, 189 p.

### Articles
- Juliette Chabot, « A l’Université de Columbia: notes et souvenirs », L’Action universitaire, vol. 3, no 5, avril 1937, 84–85
- Juliette Chabot, « Aperçu historique sur les bibliothèques au Canada », L’Action universitaire, vol. 7, no 4, décembre 1940, 7–9
- Juliette Chabot, « Les bibliothèques françaises », L’Action universitaire, vol. 6, no 2, octobre 1939, 8–9
- Juliette Chabot, « At the municipal library of Montreal », Canadian Library Association Bulletin, vol. 5, no 1, juliette 1948, p. 34-36
- Juliette Chabot, « Bio-bibliographie d'écrivains canadiens-français. Une liste des bio-bibliographies présentées par les éIlives de l'École de bibliothécaires, Université de Montréal, 1937-1947 », Canadian Library Association Bulletin, vol. 6, no 3,‎ novembre 1949, p. 167-178
- Juliette Chabot, « Boston et la lecture publique », Relations, vol. 10, no 112, avril 1950, 102–103
- Juliette Chabot, « L'œuvre de L.P. Desrosiers à la Bibliothèque municipale », Le Devoir,‎ 14 août 1967, p. 5 (lire en ligne)
- Juliette Chabot, « Léo-Paul Desrosiers, au service des bibliothèques de la ville de Montréal », Bulletin de l'Association des bibliothèques de langue française, vol. 13, no 3,‎ septembre 1967, p. 142-149
- Juliette Chabot, « Marie-Claire Daveluy (1880-1968), bibliothécaire et femme de lettres », Bulletin de l’Association canadienne des bibliothécaires de langue française, vol. 14, no 1,‎ mars 1968, p. 12-15
- Juliette Chabot, « Rétrospective », Argus, vol. 4, no 1, janvier 1975, 10–12

## Prix et distinctions
- Membre honoraire de l'Association canadienne des bibliothécaires de langue française[27]